# كارمينانو دي برينتا
كارمينانو دي برينتا (بالإيطالية: Carmignano di Brenta)‏ هي بلدية في مقاطعة باذوة في منطقة فنيتة الإيطالية، وتقع على بعد 50 كيلومترًا (31 ميلًا) شمال غرب مدينة البندقية وحوالي 25 كيلومترًا (16 ميلًا) شمال غرب باذوة.